# ; Semicolon
『; [Semicolon]』（セミコロン）は、韓国の男性アイドルグループSEVENTEENの2ndスペシャルアルバムである。2020年10月19日にDreamus、Pledisエンターテインメントよりリリースされた。

## 背景とリリース
前作「Heng:garae」から約4ヶ月ぶりのリリース。スペシャルアルバムとしては、前作「DIRECTOR'S CUT」から約2年10ヶ月ぶりのリリース。
1形態のみでの発売となり、デジパックカバーが14種類ランダムで封入されており、ウィーヴィングキット・ポストカード・ミニカード等が封入されている。
今作のリード曲は、『HOME;RUN』であり、レトロ風のサウンドに爽快感かつ打撃感溢れる楽曲である。作詞・作曲にメンバーのウジ、作詞のみにバーノン・スングァンが参加した。
「도레미 (Do Re Mi)」にはスングァン・バーノン・ディノ、「HEY BUDDY」にはディエイト・ミンギュ・ドギョム、「마음에 불을 지펴 (Light a Flame)」にはジュン・ホシ・ウォヌ・ウジ、「AH! LOVE」にはエスクプス・ジョンハン・ジョシュアが参加している。
2020年10月5日に発売決定を発表。発売当日の同月19日には音源及びミュージックビデオを公開。リード曲『HOME;RUN』は同月22日放送の「M COUNTDOWN」（Mnet）にてテレビ初披露された。

## チャート成績
- ガオンチャートでは106万1887枚を売り上げ、前作に引き続きミリオンを達成した[12]。オリコンチャートのオリコン週間海外アルバムランキングでは1位を獲得し、週間アルバムランキングと週間合算アルバムランキングでは2位を獲得した[13]。

- Vibe、MelOn、Bugs!、genie、Soribadaなど韓国の主要音楽配信サイトのランキングでも1、2位を記録した[14]。10月16日には、予約枚数が110万枚を突破した[15]。
- インド、日本、ロシア、アラブ首長国連邦など12地域のiTunesアルバムチャート1位を記録し、アメリカ、デンマーク、シンガポール、トルコなど38地域でトップ10入りした[14]。

- 音楽番組では、10月28日放送「SHOW CHAMPION」（MBC MUSIC）[16]、10月29日放送「M COUNTDOWN」（Mnet）[17]、10月30日放送「ミュージックバンク」（KBS）[18]、11月1日発表「SBS人気歌謡」（SBS）にて1位を獲得し、全4冠となった[19]。

## トラックリスト
| #         | タイトル                             | 作詞                                            | 作曲                                                                                    | 編曲                                              | 時間  |
| --------- | ------------------------------------ | ----------------------------------------------- | --------------------------------------------------------------------------------------- | ------------------------------------------------- | ----- |
| 1.        | 「HOME;RUN」                         | ウジ, BUMZU, バーノン, スングァン               | ウジ, BUMZU, Nmore (PRISMFILTER)                                                        | BUMZU, Nmore (PRISMFILTER)                        | 3:04  |
| 2.        | 「도레미 (Do Re Mi)」                | スングァン, バーノン, ディノ, ウジ, BUMZU       | ウジ, BUMZU, バーノン, Poptime                                                          | BUMZU, Poptime                                    | 3:17  |
| 3.        | 「HEY BUDDY」                        | ディエイト, ミンギュ, ドギョム, ウジ, BUMZU     | ウジ, BUMZU, ディエイト, ミンギュ, ドギョム, Anchor (PRISMFILTER), Ohway! (PRISMFILTER) | BUMZU, Anchor (PRISMFILTER), Ohway! (PRISMFILTER) | 3:18  |
| 4.        | 「마음에 불을 지펴 (Light a Flame)」 | ホシ, ウォヌ, ウジ, BUMZU                       | ウジ, BUMZU                                                                             | BUMZU, ウジ                                       | 3:09  |
| 5.        | 「AH! LOVE」                         | エスクプス, ジョンハン, ジョシュア, ウジ, BUMZU | ウジ, BUMZU, 박기태 (PRISMFILTER)                                                       | BUMZU, 박기태 (PRISMFILTER)                       | 3:14  |
| 6.        | 「겨우 (All My Love)」               | ウジ, BUMZU, スングァン, バーノン               | ウジ, BUMZU, 박기태 (PRISMFILTER)                                                       | BUMZU, 박기태 (PRISMFILTER)                       | 3:21  |
| 合計時間: | 合計時間:                            | 合計時間:                                       | 合計時間:                                                                               | 合計時間:                                         | 19:23 |